# Elisabeth Förster-Nietzsche
Pour les articles homonymes, voir Förster et Nietzsche (homonymie).
Elisabeth Förster-Nietzsche (de son nom complet Therese Elisabeth Alexandra Nietzsche) née le 10 juillet 1846 à Röcken (province de Saxe)  et morte le 8 novembre 1935 à Weimar, dans le Troisième Reich, est la sœur, cadette de deux ans, du philosophe Friedrich Nietzsche. Elle épouse en 1885 Bernhard Förster, un antisémite très actif. 
À partir de 1897, elle prend pleinement la direction de la publication des œuvres de son frère (souffrant de graves troubles psychiques et complètement dépendant), et elle va organiser un véritable culte autour de lui. Elle fonde pour cela les  Archives Nietzsche (de) à Naumburg, qui sont ensuite transférées à Weimar. Elle permettra aussi, au prix d'importantes distorsions, le rapprochement des idées de son frère avec l'idéologie nazie. 
Si elle fut une sœur aimante, et plus tard soucieuse de préserver la mémoire de son frère, elle se montra aussi très opportuniste. C'est ainsi qu'elle édita l'œuvre de Nietzsche, à partir du milieu des années 1890, pour le faire connaître, mais également pour assurer sa propre réputation. Et pour ce faire, elle n'hésita pas à modifier certains textes de manière très discutable, pour les faire correspondre à ses propres vues. Une attitude qui fut nourrie par son manque de culture philosophique, ce qui l'empêcha de  réellement comprendre le travail de son frère, et par une formation insuffisante, qui l'amena à faire fi de la précision scientifique dans son travail d'éditrice. La falsification la plus problématique fut celle de l'un des projets majeurs, mais resté inachevé et à l'état de notes éparses, de Nietzsche, qu'elle réunit selon son idée et publia sous le titre La Volonté de puissance.  
Mazzino Montinari (it), un des deux éditeurs scientifiques des œuvres de Nietzsche, lui reprochera cette piètre qualité de son travail éditorial des œuvres de son frère, et son engagement antisémite. Cependant, certains commentateurs récents[Qui ?] avancent que la plupart des reproches qui lui sont adressés sont des inventions sans preuve, ou contraires aux documents dont on dispose ; ces reproches à l'encontre d'Elisabeth serviraient à rejeter sur elle les accusations de fascisme et d'antisémitisme formulées contre son frère. Montinari rejette comme saugrenue l'idée que la sœur de Nietzsche ait mis les œuvres de son frère au service de Hitler,. 

## Biographie
Elisabeth Nietzsche est le second enfant de Carl Ludwig Nietzsche (en) (1813-1849), un pasteur luthérien et de Franziska, née Oehler (1826-1897). Elle est baptisée « Therese Elisabeth Alexandra », du nom des trois princesses et filles de Joseph de Saxe-Altenbourg, dont son père avait été le précepteur. Sœur cadette de deux ans de Friedrich Nietzsche, elle reçoit la même éducation luthérienne que son frère. Elle a aussi un petit frère, Karl Ludwig Joseph, né en 1848. Mais cette même année — elle n'a que trois ans — son père meurt, à 36 ans, et Karl Ludwig Joseph le suivra dans la tombe deux ans plus tard, en 1850. Franziska déménage alors à Naumburg avec ses deux enfants. 

### Enfance et jeunesse
Durant leur enfance, le frère et la sœur furent inséparables, et très unis pour faire face à la volonté de contrôle de leur mère, si bien qu'ils vécurent une proximité peu commune. Dès son plus jeune âge, Elisabeth vénéra Friedrich, au point de lui reprocher ses premières amours. Elle se chargea de son ménage à Bâle (1869-1879), Friedrich étant souvent en trop mauvaise santé pour pouvoir s'en occuper, et elle fut également auprès de lui quand il tomba dans la démence. Il y avait entre eux une complicité parfois faite de secrets qui échappaient à leur mère. Elle fut ainsi la première confidente de son frère. Cet amour fraternel était si fort que vers l'âge de huit ans, Elisabeth et Friedrich déclarèrent qu'ils se marieraient ensemble quand ils seraient grands. 

### Les Wagner. Bernhard Förster
En 1869, Nietzsche est invité par Richard Wagner (1813-1883), alors exilé en Suisse, dans le canton de Lucerne, à venir lui rendre visite, les deux hommes partageant une grande affinité sur la conception et le rôle de l'art. Il emmène bientôt sa sœur, qui va peu à peu se lier avec Cosima Wagner, et s'imprégner progressivement du discours très antisémite des époux Wagner. Mais cet intérêt pour l'antisémitisme va surtout être nourri par sa rencontre, à Bayreuth, en 1876, de Bernhard Förster, journaliste et professeur de lycée, agitateur d'extrême droite et antisémite, qui se trouve là pour parler d'une création de Wagner et qui partage entièrement ses idées antisémites. 
L'éloignement entre Elisabeth et son frère commence en 1878, après la publication par Nietzsche de Humain, trop humain. Le livre, conçu au contact et avec l'aide de Paul Rée, est désapprouvé par les proches de Nietzsche, parmi lesquels le couple Wagner, qui va rapidement rompre avec Nietzsche. Toutefois, en ce qui concerne Elisabeth, c'est plus la crainte d'être exclue du cercle des Wagner que le caractère anti-chrétien de l'ouvrage qui la dérange,.

### Lou. Mariage et colonie au Paraguay

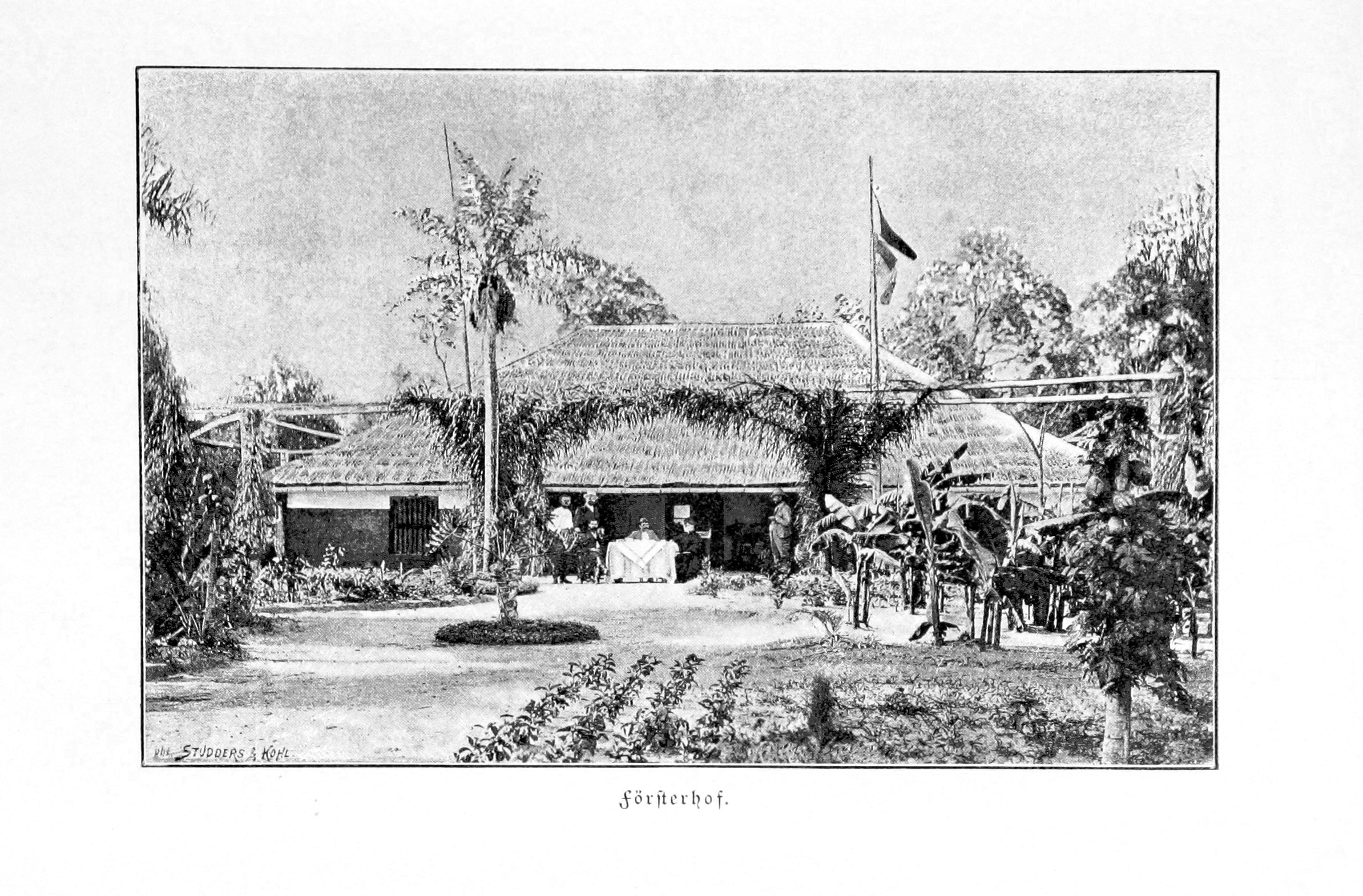
La maison des Förster, baptisée Försterhof, à Neu Germania.

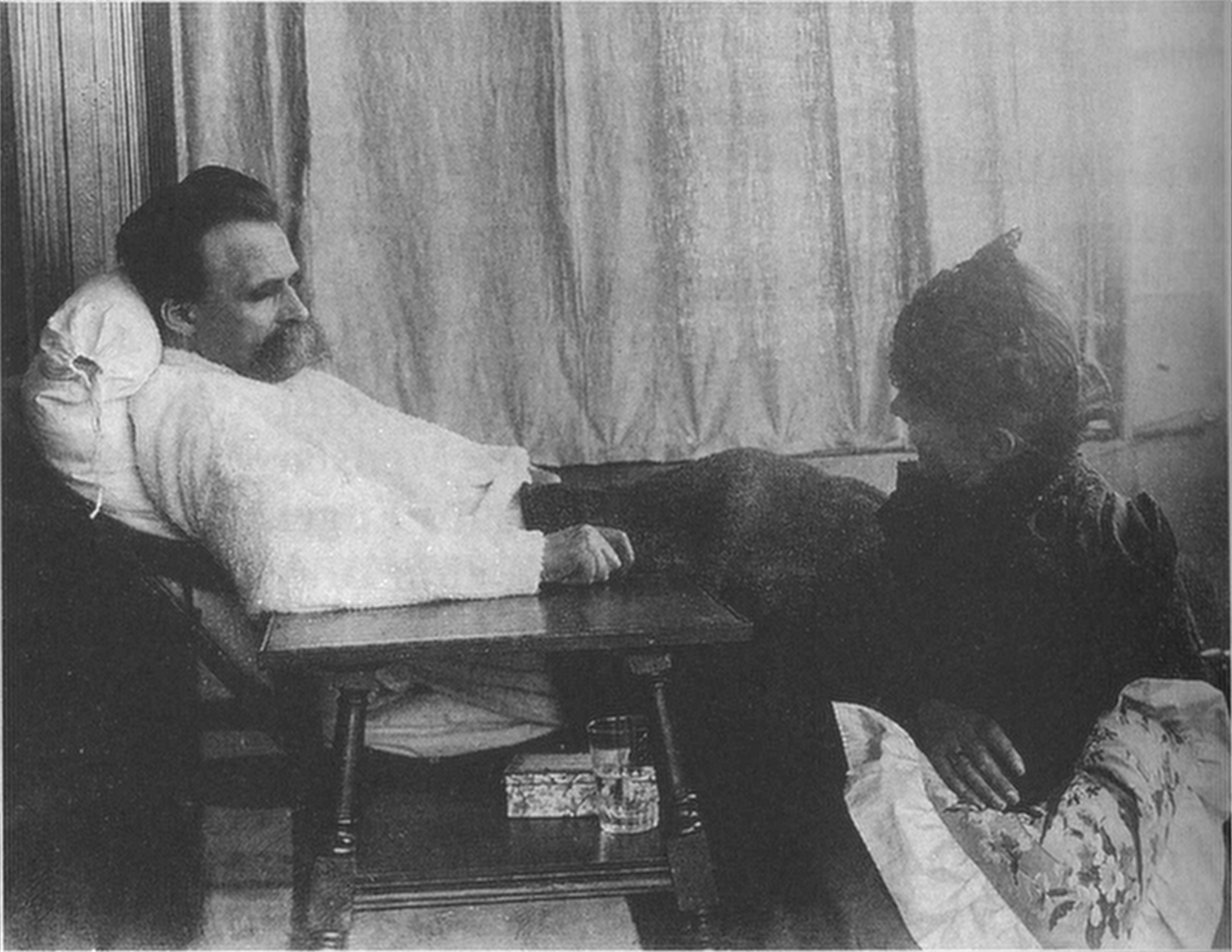
Nietzsche et sa sœur en 1899, à l'étage du bâtiment des Archives-Nietzsche à Weimar.

Au printemps 1882, Friedrich fait la connaissance de Lou Andreas-Salomé dont il tombe très amoureux, au point de la demander par deux fois en mariage. Il sera cependant éconduit. La relation entre Lou et Elisabeth est mauvaise: bientôt une violente dispute éclate entre les deux femmes, et Elisabeth va détester la jeune Russe. Ces événements modifièrent fortement la relation d'Elisabeth avec son frère, relation qui ne fut plus jamais ce qu'elle avait été.  
Trois ans plus tard, le 22 mai 1885, Elisabeth épouse Bernhard Förster. Bien que Friedrich n'ait fait la connaissance de son beau-frère qu'après le mariage, il a ressenti très vite de l'antipathie pour cet homme dès qu'il l'a rencontré,.
Le 16 février 1886, le couple s'embarque à destination de l'Amérique du Sud. Le couple souhaite donner corps au projet de Bernhard (qui a déjà fait un voyage exploratoire) : fonder une colonie de pure race aryenne au Paraguay, qui porterait le nom de Nueva Germania et qui doit voir le jour grâce à l’immigration de familles allemandes. Ils en ont trouvé une quinzaine pour se joindre à eux, mais il leur en faut au moins cent quarante pour que le projet soit viable. Mais le couple a une vue faussée de la réalité, et n'est pas conscient de son impréparation et de son manque de compétences (et de finances) pour un tel projet: l’implantation de la colonie (à laquelle ils n'arrivent — triomphalement — qu'en mars 1888, soit deux ans après leur arrivée au Paraguay) s'enlise rapidement. Bernhard va fuir la réalité dans l'alcool, et finalement dans le suicide. Le 3 juin 1889, âgé de 46 ans, il absorbe un mélange de morphine et de strychnine dans sa chambre d'hôtel, à San Bernardino (Paraguay), mettant ainsi fin à ses jours.
Après avoir réussi à imputer le décès de son mari à une « maladie mortelle » afin de masquer son suicide, Elisabeth décide de rentrer définitivement en Allemagne pour s’occuper de son frère, qui est tombé malade le 3 janvier 1889, exactement six mois avant la mort de Förster. C'est tout d'abord Franziska, la mère, qui prend la charge de son fils hospitalisé. Elle est bientôt rejointe par Elisabeth, qui rentre du Paraguay en septembre 1893 (après avoir réussi à se dépêtrer du fiasco financier laissé par son mari et dont elle est co-responsable). Elle commence à s'occuper de son frère, aux côtés de leur mère. Au décès de celle-ci (le 20 avril 1897), c'est elle qui prend entièrement en charge Friedrich. Elle l'installe cette même année les nouvelles Archives-Nietzsche qu'elle a déplacées à Weimar, dans la villa Silberblick.

### Les Archives Nietzsche

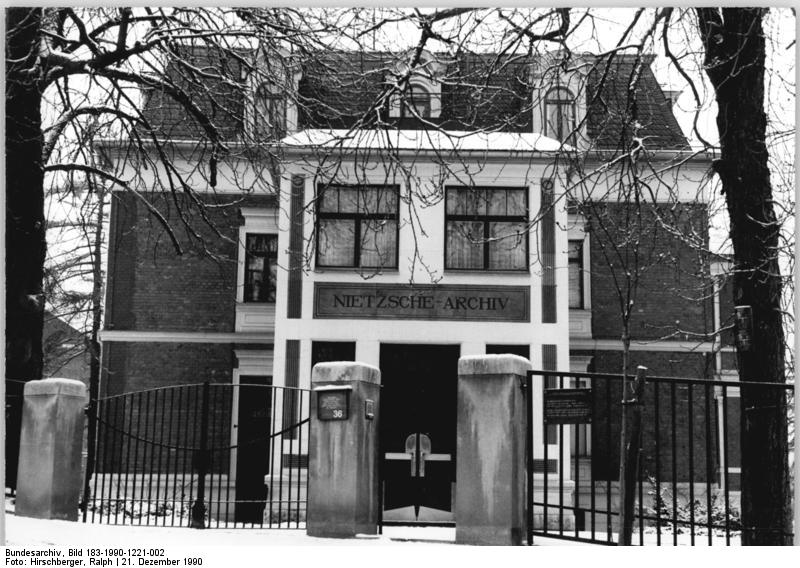
Les Archives Nietzsche à Weimar en 1990.

En 1894, alors que son frère se trouve dans un état très diminué sur le plan intellectuel et physique, elle crée les Archives Nietzsche (de) dans leur maison de Naumburg. Elle se lance ensuite dans une grande campagne de promotion de l’œuvre de son frère, mais aussi de collecte de fonds, dans le but de déménager ces archives à Weimar. Elle convainc Meta von Salis, une amie de Nietzsche, de financer l'achat dans cette ville de la villa Silberblick, et y déménage, en 1896, les Archives, ainsi que son frère. Une fois cela fait, elle organise une intense promotion pour amener les gens à visiter les Archives, et peut-être à voir son frère. Car elle a fait du bâtiment également une sorte de musée à la gloire de Friedrich, et les visiteurs peuvent acheter ses ouvrages, mais aussi différents objets — par exemple des reproductions d'aigle en différents matériaux, ou des statuettes à l'effigie de Nietzsche...) tous estampillés d'un N ou d'un Z. Le clou de la visite, pour ceux qui en ont les moyens, est la visite — payante, avec un prix lié la durée —au philosophe.
Selon Robert Holub, dans le cadre de cette activité de promotion, elle défend également son frère contre les récupérations antisémites, et tente en particulier de minimiser les textes qui expriment des propos antisémites plus ou moins explicites.

### Les liens avec le nazisme
En 1930, elle adhère au parti nazi (NSDAP). Elle meurt le 8 novembre 1935, et Adolf Hitler, qui souhaite profiter de l'aura du philosophe, fera le déplacement pour assister à ses funérailles. 

## Éditrice des œuvres de son frère

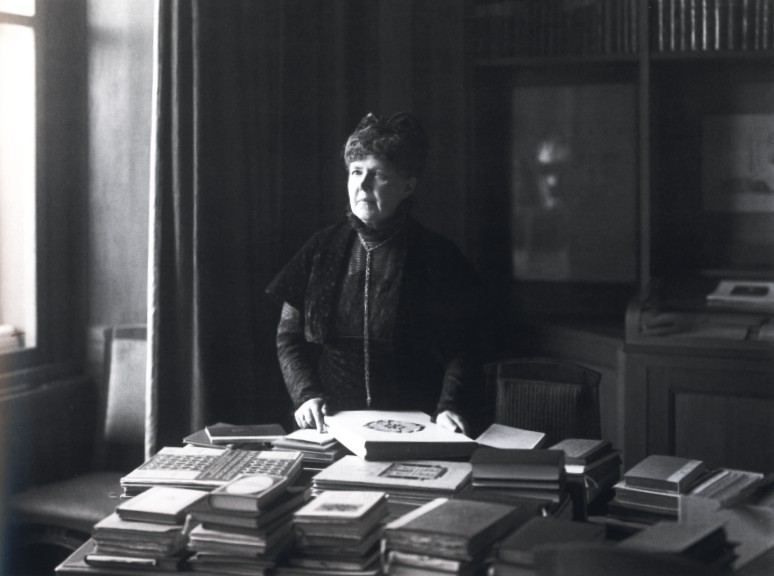
Elisabeth Förster-Nietzsche en 1910.

Alors que son frère est malade, Elisabeth prend en mains son héritage littéraire. C'est elle qui publie L'Antéchrist et Ecce Homo, ainsi qu'une large sélection d'écrits des carnets de son frère. Ces derniers paraîtront sous le titre, choisi par elle, de La Volonté de Puissance, sur la base d'une remarque de Nietzsche dans la Généalogie de la morale (livre III, § 27; ouvrage paru en 1887) à propos une œuvre qu'il préparait,. R. Lanier Anderson (en) fait remarquer que le travail éditorial de sa sœur pour ce livre ne se fonde pas sur les plans laissés par Nietzsche pour cet ouvrage, et que « il était également entaché par les forts engagements antisémites d'Elisabeth, qui avaient été extrêmement pénibles pour Nietzsche lui-même ». 
On trouve aussi plusieurs manipulations et interprétations dans les biographies qu'Elisabeth a laissées de son frère, entre autres pour donner l'image d'une relation sans nuage entre elle et Friedrich, et la fréquence de ces manipulations interdit, selon Carol Diethe, de prendre une citation de la plume d'Elisabeth Förster-Nietzsche pour argent comptant 
Après la Seconde Guerre mondiale, Elisabeth Förster-Nietzsche sera accusée d'avoir manipulé jusque dans les années 1930 les écrits de son frère afin de soutenir les idéologues conservateurs puis nazis. Mais, si des falsifications sont avérées, elles n'ajoutent, selon Robert C. Holub, pas grand-chose — voire rien — à l'image de Nietzsche.

## Publications

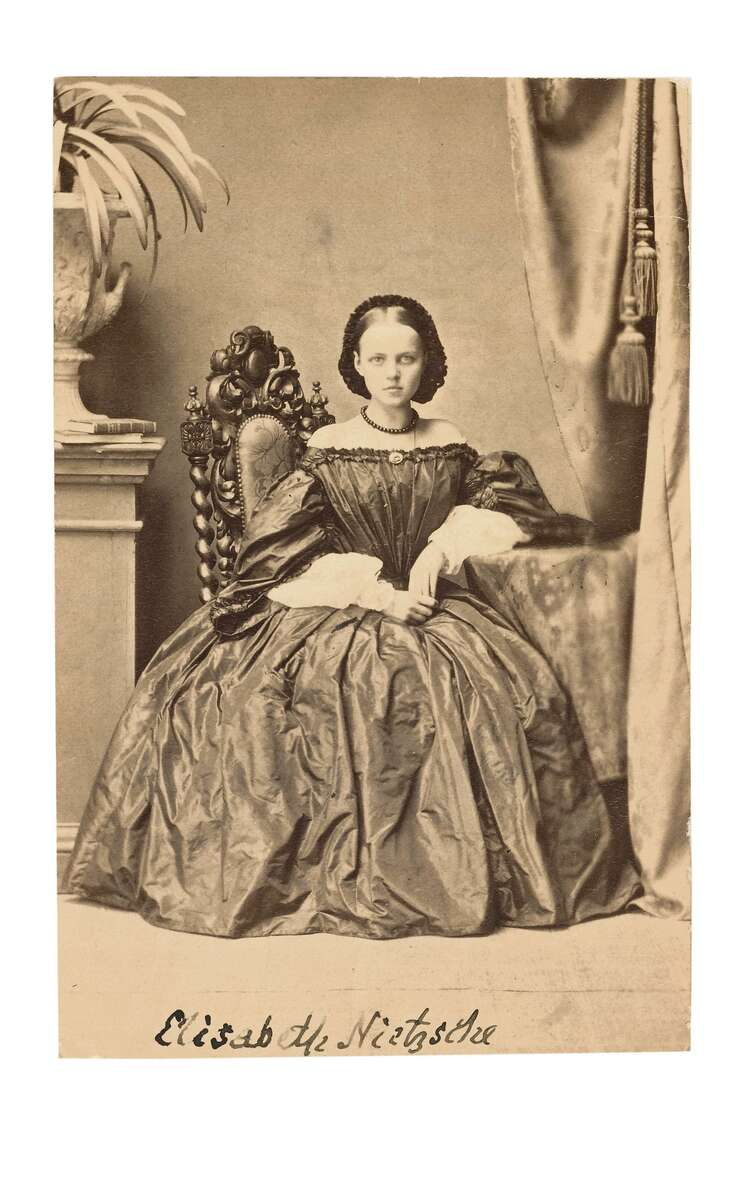
Elisabeth Nietzsche en 1860.

La liste ci-après comporte uniquement les livres écrits par Elisabeth Förster-Nietzsche. En ce qui concerne les articles (environ quatre-vingt) et introductions aux œuvres de Nietzsche qu'elle a rédigés, ainsi que les principales éditions sous sa responsabilité des œuvres de Nietzsche, on trouvera des indications dans Peters, et surtout dans Diethe, Nietzsche's Sister and the Will to Power, 2003, p. 328-329. 
D'autre part, elle a écrit, sans doute en avril 1882, une nouvelle restée sans titre et non publiée. Carol Diethe (2003) l'a intitulée « Coffee-Party Gossip about Nora » (Commérages sur Nora autour d'un café), et elle en donne en donne une traduction sous ce titre (p. 258-313) dans son Nietzsche's Sister and the Will to Power, ainsi qu'un commentaire (p. 188-196).  

### Ouvrages
- (de) Dr. Bernhard Förster's Kolonie Neu-Germania in Paraguay, Berlin, 1891 [La Colonie Neu-Germania du Dr Bernhard Förster au Paraguay]
- (de) Das Leben Friedrich Nietzsches, 3 vol., Vol. I, 1895; Vol. II-1: 1897, Vol. II-2, 1904 (Leipzig) [La vie de Friedrich Nietzsche]
- (de) Das Nietzsche-Archiv. Seine Freunde und seine Feinde, Berlin, 1907 [Les Archives Nietzsche. Ses amis et ses ennemis]
- (de) Das Leben Friedrich Nietzsches, 2 vol, Vol.1: « Der Junge Nietzsche », 1912; Vol. 2 « Der einsame Nietzsche », Leipzig, 1913. [La vie de Friedrich Nietzsche: 1. Le jeune Nietzsche; 2. Nietzsche solitaire ]
- (de) Wagner und Nietzsche zur Zeit ihrer Freundschaft, Munich, 1915 [Wagner et Nietzsche à l'époque de leur amitié]
- (de) Der werdende Nietzsche, Munich, 1924 [Nietzsche en devenir]
- (de) Nietzsche und sein Werk (avec Henri Lichtenberger), Dresde 1928 [Nietzsche et son œuvre]
- (de) Friedrich Nietzsche und die Frauen seiner Zeit, Munich, 1935  [Friedrich Nietzsche et les femmes de son temps]

### Traduction en français
- Nietzsche et les femmes de son temps, trad. Pascale Hummel, Paris, Michel de Maule, 2007, 198 p. (ISBN 978-2-876-23202-0)